# Skokówka
Skokówka – wieś w Polsce położona w województwie lubelskim, w powiecie zamojskim, w gminie Zamość.
W latach 1975–1998 miejscowość administracyjnie należała do województwa zamojskiego.
Wieś jest sołectwem w gminie Zamość. Według Narodowego Spisu Powszechnego z roku 2011 wieś liczyła 739 mieszkańców.
Miejscowość ta graniczy z Zamościem (przy południowej granicy miasta). Tutaj w 1542 r. w dworze obronnym w Skokówce, zwanym zameczkiem, urodził się przyszły kanclerz i hetman wielki koronny Jan Zamoyski. W 1580 r. na gruntach Skokówki Jan Zamoyski założył Zamość. To z tą miejscowością związany jest herb Gminy Zamość z wizerunkiem gryfa za kamiennym mostem symbolizującym jej bliski partnerski związek z miastem. Pierwotna nazwa Zamościa brzmiała bowiem "Zamoście". Prawdziwy rozwój Skokówki nastąpił dopiero w okresie powojennym. Dziś jest podmiejskim osiedlem przyciągającym nowych mieszkańców.
Wierni Kościoła rzymskokatolickiego należą do parafii św. Stanisława w Żdanowie.